# Бронепалубни крайцери тип „Зента“
Зента (на немски: Zenta) са серия бронепалубни крайцери на Австро-унгарския флот от края на 19 век и началото на 20 век. Това са първите пълноценни бронепалубни крайцери в Австро-унгарския флот. Всичко от проекта са построени 3 единици: „Зента“ (на немски: SMS Zenta), „Асперн“ (на немски: SMS Aspern) и „Жигетвар“ (на немски: SMS Szigetvár). Предназначени са за поддръжка на миноносците и демонстриране на флага.

## Служба
|            | Заложен            | Спуснат на вода     | Влиза в строй        | Съдба                                                                                        |
| ---------- | ------------------ | ------------------- | -------------------- | -------------------------------------------------------------------------------------------- |
| „Зента“    | 8 август 1896 г.   | 18 август 1897 г.   | 28 май 1899 г.       | потопен от огъня на френските линкори на 16 август 1914 г. близо до пристанището на Антивари |
| „Асперн“   | 4 октомври 1897 г. | 3 май 1899 г.       | 29 май 1900 г.       | през 1920 г. предаден на Великобритания и продаден за скрап в Италия                         |
| „Жигетвар“ | 25 май 1899 г.     | 29 октомври 1900 г. | 30 септември 1901 г. | през 1920 г. предаден на Великобритания и продаден за скрап в Италия                         |

## Коментари
1. ↑  (на немски: Kaiserliche und Königliche Kriegsmarine (Императорски и Кралски военноморски сили) или съкратено – на немски: K.u.K. Kriegsmarine)
2. ↑  Префиксът „SMS“ е от на немски: Seiner Majestat Schiff (Кораб на Негово Величество).